# Makajapingo
Makajapingo es una villa a orillas del río Saramacca, en la zona centro-este de Surinam. Se encuentra ubicada en el distrito de Sipaliwini, a unos 100 m sobre el nivel del mar. Su población es aproximadamente 50 habitantes.
Se encuentra a unos 40 km al oeste del embalse de Brokopondo y a unos 220 km al sur de Paramaribo. Entre las localidades y villas vecinas se encuentran Asenebo (a unos 8 km al sureste), y Stonkoe (unos 4 km al sur).